# ペテル・プレヴツ
- ペテル・プレヴツ
- ペテル・プレフツ

ペテル・プレヴツ（Peter Prevc、1992年9月20日 - ）は、スロベニアの元スキージャンプ選手である。

## プロフィール
クラーニ出身。クラーニのSK Triglav Kranjに所属。弟のツェネ・プレヴツ、ドメン・プレヴツ、妹の1人もスキージャンプ選手である。
2006年、13歳でFISの国際大会に出場、2009年1月にスキージャンプ・コンチネンタルカップで初ポイントを獲得した。
2009年12月5日にリレハンメルのラージヒルでスキージャンプ・ワールドカップにデビュー、22位となってポイントを獲得した。2010年ノルディックスキージュニア世界選手権では個人銀メダル、団体銅メダルを獲得し、バンクーバーオリンピック代表に抜擢されてノーマルヒル個人7位、ラージヒル16位、団体8位と好成績を残した。
2011年ノルディックスキー世界選手権ではノーマルヒル個人17位、ノーマルヒル団体6位、ラージヒル個人25位、強風で1本のみとなったラージヒル団体ではユーリ・テペシュ、イェルネイ・ダミヤン、ロベルト・クラニエッツとともに銅メダルを獲得した。
2013年ノルディックスキー世界選手権では個人ノーマルヒル銅メダル、個人ラージヒル銀メダルと活躍、同年3月の地元プラニツァでのワールドカップスキーフライングで自身初の表彰台を獲得し、総合も7位となった。
2013/14シーズンは1月12日にタウプリッツ＝バートミッテルンドルフ (オーストリア)でワールドカップ初勝利を挙げるなど好調で、メダルの有力候補の一人としてランキング2位でオリンピックに臨んだ。ソチオリンピックでは個人ノーマルヒル銀メダル、個人ラージヒルで銅メダルを獲得した。オリンピック後もワールドカップ総合でカミル・ストッフと激しく競ったが最終的に及ばず総合2位となった。
2014/15シーズンは2月14日にヴィケルスン (ノルウェー)で2本目にスキージャンプ史上初めて250 mを飛び優勝した。3月20日のプラニツァで改修後のこけら落としとして行われたワールドカップ第34戦で1本目248.5 mのヒルレコード、2本目は飛型点で5人のジャッジがすべて20点満点をつけ優勝した。3月22日に同地で行われた最終戦のワールドカップ第36戦では2位に終わり、7位に終わったゼヴェリン・フロイントと1729ポイントで並んだものの優勝回数の差で総合優勝のタイトルを逃した。2015年ノルディックスキー世界選手権では個人ノーマルヒル13位、個人ラージヒル4位、混合団体5位、男子団体6位であった。
2015/16シーズンは開幕から好調でワールドカップ個人戦では常に優勝争いに絡む活躍を見せた。最終的には29戦中15戦で優勝するという圧倒的な強さで自身初の総合優勝に輝いた。シーズン15勝、表彰台22回、2303ポイントはいずれもシュリーレンツァウアーが2008/09シーズンにマークした歴代最高記録 (13勝、表彰台20回、2083ポイント)を更新する新記録となった。シーズンの過半数の試合で勝利を挙げるのは2000/01シーズンに21戦中11勝で優勝したアダム・マリシュ以来2人目の快挙である。
2016/17シーズンはワールドカップ札幌大会で優勝し、総合9位であった。2017年ノルディックスキー世界選手権では個人ノーマルヒル11位、個人ラージヒル9位、混合団体4位、男子団体5位であった。
2017/18シーズンはワールドカップザコパネ大会の3位が最高で、総合15位であった。平昌オリンピックでは個人ノーマルヒル12位、個人ラージヒル10位、男子団体5位であった。スキーフライング世界選手権では個人6位、団体2位のメンバーとなった。
2018/19シーズンは足首の手術により出遅れ、ワールドカップはオスロ大会の3位が最高で、総合29位だった。2019年ノルディックスキー世界選手権では個人ノーマルヒル24位、個人ラージヒル16位、混合団体4位、男子団体6位であった。
2019/20シーズンはワールドカップエンゲルベルク大会で2位、リレハンメル大会で3期ぶりに優勝し、総合8位で終えた。
2020/21シーズンはワールドカップは最高11位、総合23位で終えた。スキーフライング世界選手権では団体4位、2021年ノルディックスキー世界選手権では個人ラージヒル16位、男子団体5位であった。
2021/22シーズンはワールドカップ総合19位で同10位の弟ツェネ・プレヴツと兄弟で北京オリンピックの代表に選出された。最初の種目の個人ノーマルヒルでは1回目2位につけるも2回目に順位を落とし4位に終わった。新種目の混合団体に出場し金メダルを獲得した。個人ラージヒルは10位で、団体ラージヒルでは銀メダルを獲得した。オリンピック後のワールドカップで2位1回、3位1回に入り、最終的には総合15位でシーズンを終えた。フライング世界選手権ヴィケルスン大会では個人4位で、団体金メダルに貢献した。
2022/23シーズンは世界選手権を逃したが、2023/24シーズンはフライング世界選手権バート・ミッテルンドルフ大会の団体金メダルのメンバーとなった。2024年2月に今シーズン末での引退を表明、その後ワールドカップでは2位に4回入り、地元スロベニアのプラニツァ大会第1戦で通算24回目の優勝を飾り、団体戦2位のメンバーとなるなど、引退に花を添えた。総合成績は5位であった。